# Verband für Schiffbau und Meerestechnik

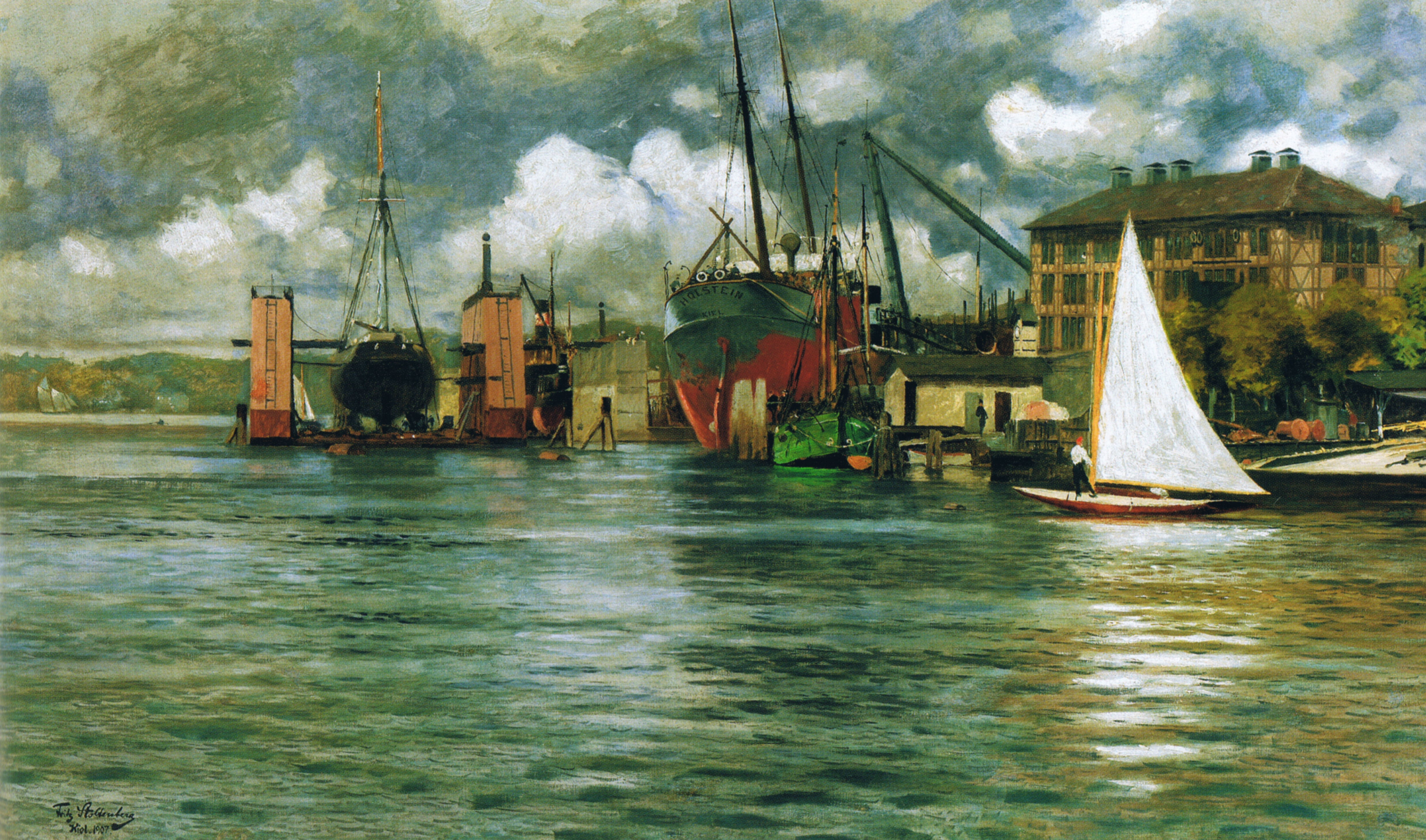
Howaldtswerke Kiel um 1900

Der Verband für Schiffbau und Meerestechnik (VSM) ist ein Verband von Unternehmen und anderen Beteiligten der deutschen maritimen Industrie. Mitglieder sind unter anderem See- und Binnenschiffswerften sowie deren Zulieferer für den Schiffbau und die Meerestechnik, wie Maschinen- und Ausrüstungsproduzenten, Klassifikationsgesellschaften, Versuchsanstalten und Ingenieurbüros. Der VSM vertritt politische und wirtschaftliche Interessen seiner rund 270 (Stand 2023) Mitglieder gegenüber der nationalen und auch internationalen Öffentlichkeit und gegenüber politischen Institutionen. Dies umfasst die fachliche Beratung und Unterstützung der Mitglieder sowie die Förderung von technischen und wirtschaftlichen Entwicklungen des Schiffbaus und der Meerestechnik im In- und Ausland.

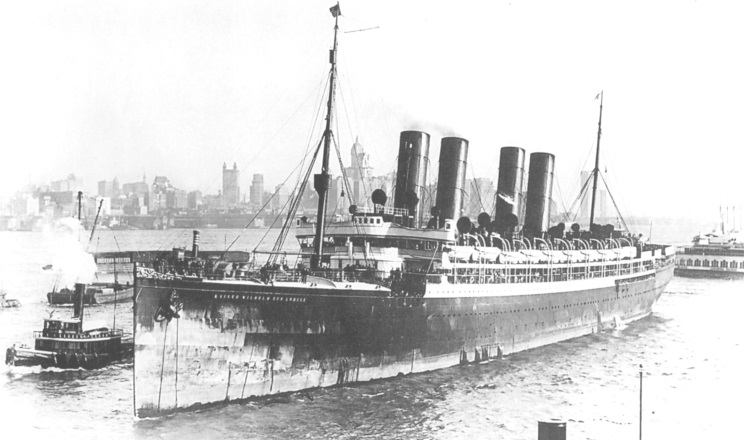
Die Kaiser Wilhelm der Große erreicht New York

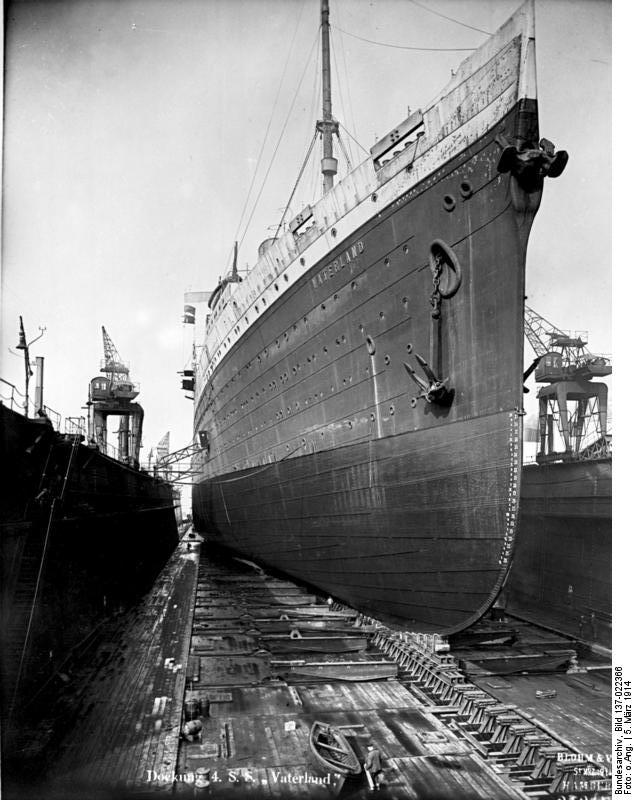
Blohm & Voss 1913, Stapellauf der Vaterland

## Geschichte
Auf einer Konferenz am 29. Dezember 1884 in Streit’s Hotel in Hamburg trafen sich Vertreter, wie Henry Koch oder Hermann Blohm, von acht deutschen Werften. Dort gründeten sie den „Verein deutscher Schiffswerften e. V.“ und gingen in die deutsche Schiffbaugeschichte ein. 12 Firmen und Gesellschaften unterzeichneten eine Petition betreffend den Bau von Schiffen und Schiffsdampfmaschinen auf heimischen Werften mit Bezug auf die Vorlage behufs Subventionen von überseeischen Dampferlinien, die dem Reichstag zuging. Sein Sitz wurde Berlin. Zur Zeit der Gründung hatten deutsche Werften einen Weltmarktanteil von rund 5 Prozent. Anspruchsvolle Schiffe wie Schnelldampfer bestellten deutsche Reeder bei englischen, schottischen und irischen Werften. Diese hatten zwischen 1880 und 1890 einen Weltmarktanteil von 60 bis 70 Prozent; die frühere Industrialisierung in England, neuartige Verfahren zur Eisenverhüttung (billigere Produktion; Bessemerbirne 1855) und andere Faktoren bewirkten einen Wissensvorsprung. Deutsche Reeder und Werften befanden sich wie ganz Deutschland in einer industriellen Aufschwungphase (siehe auch Industrielle Revolution in Deutschland).
Kaiser Wilhelm II. stärkte ab seinem Regierungsantritt (Juni 1888; im März 1890 entließ er Bismarck) den maritimen Sektor in besonderer Weise. Er förderte die technischen Hochschulen und die Schiffbauversuchsanstalten; er trieb den Ausbau der Handelsflotte und besonders den Ausbau der Kaiserlichen Marine voran. Die deutschen Reedereien vergrößerten ihre Flotten; statt Holz oder Eisen wurde bei Neubauten Stahl verwendet. Dampfmaschinen hatten den Antrieb der Schiffe durch Segel weitgehend abgelöst (siehe Dampfschiff). Die Vorteile des elektrischen Stroms waren erkannt, und statt Petroleumlampen wurden auch auf Schiffen zunehmend Glühlampen eingesetzt. Rudolf Diesel meldete am 27. Februar 1892 ein Patent für den Ölmotor an, der später andere Schiffsantriebe verdrängte (siehe Schiffsdieselmotor). 1897 führte Charles Algernon Parsons in England den Admirälen mit der Turbinia (einem 30,48 m langen Stahlschiff) seine neu entwickelte Dampfturbine vor (Näheres hier).
Vor dem Hintergrund, dass die Subventionen für den Postdampferverkehr nur an in Deutschland gebaute Schiffe vergeben wurden, erhielten deutsche Werften Aufträge für anspruchsvollere Schiffe von deutschen Reedern. Der Norddeutsche Lloyd errang mit der Kaiser Wilhelm der Große 1897 erstmals für Deutschland das Blaue Band. Diese zweite Phase nach der Gründung des Verbandes war geprägt von starken Auf- und Abschwungphasen. Der Flottenaufbau der Kaiserlichen Marine beschäftigte außer den drei Kaiserlichen Werften in Danzig, in Kiel und in Wilhelmshaven auch andere Großwerften. Im Ersten Weltkrieg wurden beim Bau von Kriegsschiffen und besonders U-Booten auch weitere Werften beschäftigt; dazu wurde ein Kriegsausschuss der deutschen Werften gebildet.

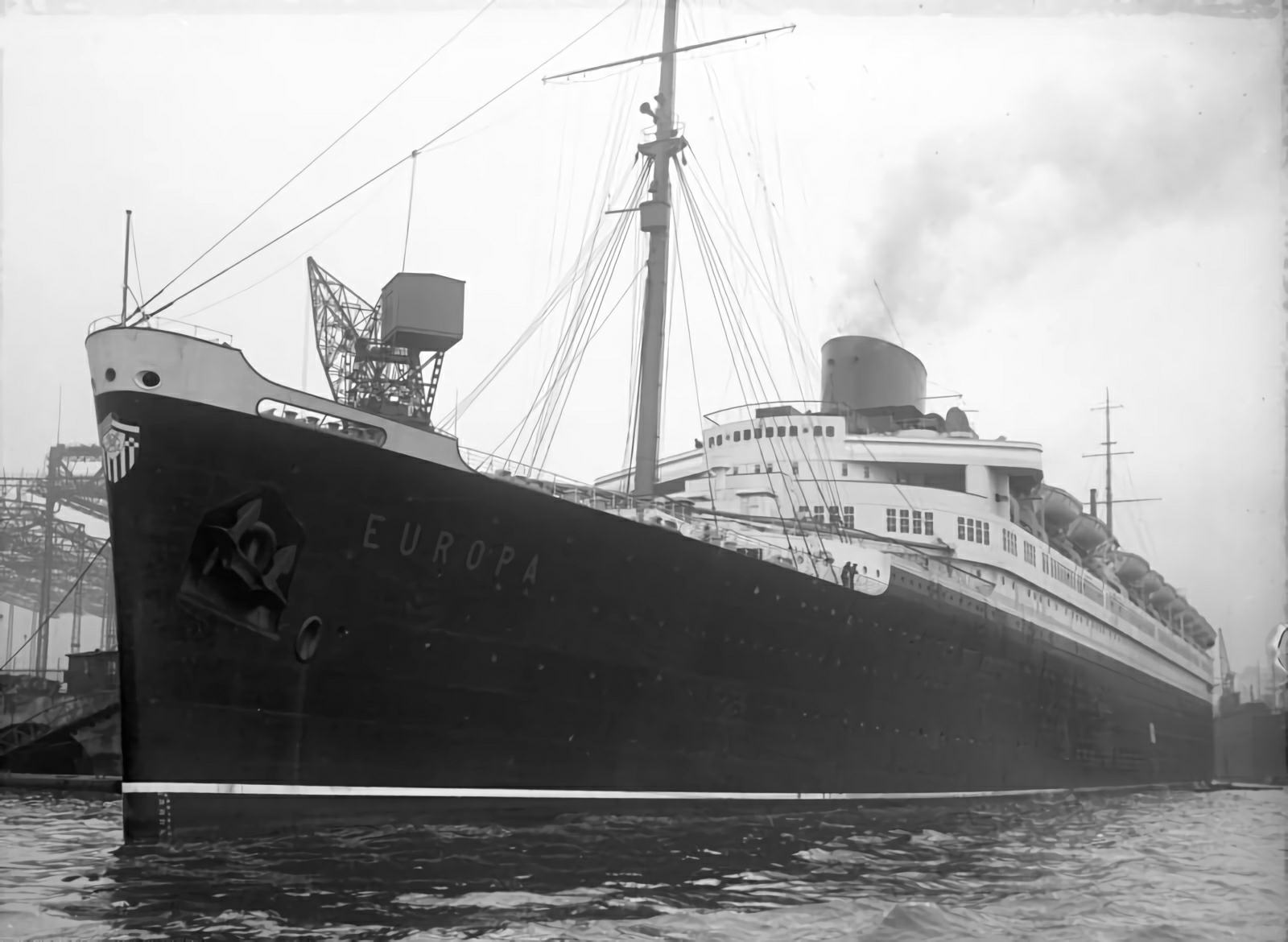
Probefahrt der Europa

Nach dem Ende des Ersten Weltkrieges mit der Ablieferung der Kriegsflotte und nahezu aller Handelsschiffe mit mehr als 1600 BRT und die Hälfte der Schiffe von 1000 bis 1600 BRT hatte die deutsche Handelsflotte faktisch aufgehört zu bestehen. Der Kriegsausschuss der deutschen Werften wurde aufgelöst. 1921 wurde der Wirtschaftsausschuss gegründet, der die Interessen des Werftenvereins und des Seeschiffbau-Leistungsverbands bündelt. Nach kurzer Pause und trotz Inflation gab es viel Arbeit für den Wiederaufbau und bis 1929 hatten vorwiegend deutsche Werften eine moderne deutsche Handelsflotte aufgebaut. Beispiele für Spitzenleistungen sind die Passagierschiffe Europa und Bremen der Verbandswerften für den Norddeutschen Lloyd, die beide das Blaue Band errangen.
Im Oktober 1929 markierten ein Börsenkrach bzw. eine Baisse den Beginn der sogenannten Weltwirtschaftskrise. Verschiedene Faktoren (z. B. aufkeimender Protektionismus, Devisenmangel) führten zu einem sinkenden Welthandel. Es wurden weniger Schiffe gebraucht, die Frachtraten (= Transportpreise). sanken und Schiffe wurden aufgelegt. Diese Entwicklungen bremsten auch die deutsche Aufbauphase und die folgende immer schlechter werdende wirtschaftliche Lage führte zu Werftschließungen und Fusionen. Die Zahl der Beschäftigten in der Werftindustrie sank auf 10 bis 15 Prozent.

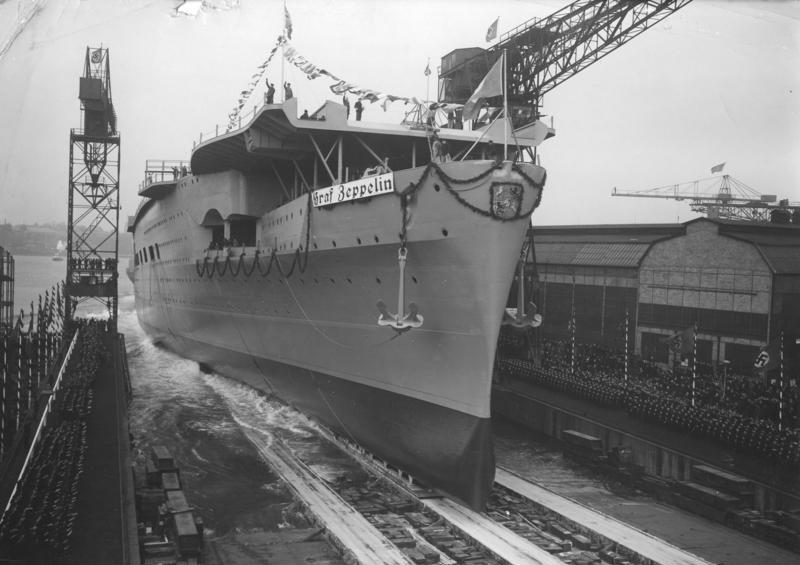
Stapellauf Flugzeugträger Graf Zeppelin

## Die Entwicklung seit 1933
Nach der Machtübernahme des NS-Regimes gab es planwirtschaftliche Tendenzen. Die Werften wurden anfangs mit dem Bau von Schiffen im Rahmen von Arbeitsbeschaffungsmaßnahmen (zum Beispiel dem Bau der KDF-Schiffe) beschäftigt. 1935 entstand in Hamburg die „Fachgruppe Schiffbau“; die Aufrüstung der Wehrmacht begann.
Aufträge für die Kriegsmarine, die neben den Marinewerften auch nichtstaatliche Werften einbezogen, lasteten die Werften über ihre Möglichkeiten aus, wodurch es zu starken Verzögerungen im Kriegsschiffbauprogramm kam. Schon lange vor Kriegsausbruch 1939 waren die Werften voll beschäftigt und es fand ein Kampf um Ingenieure, Facharbeiter und Baumaterial statt.
So wurde das Schlachtschiff Bismarck bei Blohm & Voss gebaut und ihr Schwesterschiff, die Tirpitz, bei der Kriegsmarinewerft Wilhelmshaven. Aber auch U-Boote, Zerstörer, Kreuzer, Schlachtkreuzer und kleinere Kriegsschifftypen und Hilfskriegsschiffe wurden gebaut. Auch der Bau von Flugzeugträgern begann. So legten die Deutsche Werke Kiel 1936 den ersten deutschen Flugzeugträger auf Kiel, dessen Stapellauf am 8. Dezember 1938 stattfand. Der Ausbau des Schiffes wurde 1940 unterbrochen, 1942 fortgesetzt und im Februar 1943 endgültig gestoppt.
Mit Beginn des Zweiten Weltkrieges wurde der U-Bootbau besonders gefördert, und später der Sektionsbau der U-Boote. Daran waren viele Werften beteiligt und auch viele Betriebe im Inland wurden in den U-Bootbau eingebunden.
Um die Kriegsverluste an Frachtschiffen auszugleichen, wurde das Hansa-Bauprogramm aufgelegt, an dem auch viele ausländische Werften beteiligt waren.

## Die Entwicklung nach 1945
Im August 1945 erfolgt eine Neuorganisation und es wurde der „Verband Deutscher Schiffswerften“ gegründet. Nach anfänglichen starken Restriktionen für deutsche Werften folgt dann ein Wiederaufbau der deutschen Handelsflotte. Die Qualität und Preise führen zu verstärkten Bestellungen aus dem Ausland und damit zu steigenden Exportquoten. 1956 erreicht der deutsche Schiffbau einen Anteil von rund 17 Prozent am weltweiten Schiffbau. In dieser Phase des Größenwachstums der Schiffe war der Bau von Tankern und Massengutschiffen anspruchsvoll, da Neuland betreten wurde. Dies erfolgte in Zusammenarbeit mit Instituten der beteiligten Universitäten, Schiffbauversuchsanstalten, den Klassifikationen und der Zulieferindustrie.

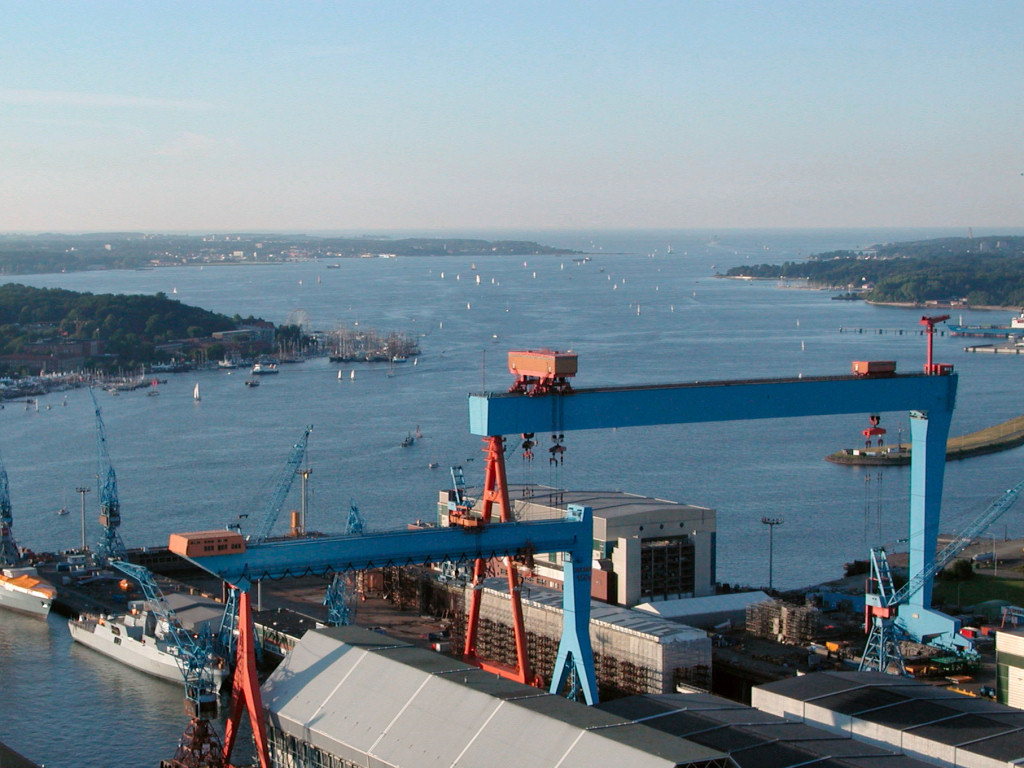
HDW war maßgeblich am Bau von Tankern beteiligt

Die Tina Onassis von 1956 mit rund 45.000 tdw war der weltweit größte Tanker. Die deutschen und japanischen Großwerften investierten in den Ausbau ihrer Werften, um das Größenwachstum der Tanker bis auf 500.000 tdw zu ermöglichen. Die Preissteigerungen der ersten Ölkrise 1972/73 dämpften die Nachfrage; die 2. Ölkrise 1979 führte zu einem zeitweisen Stillstand des globalen Großtankerbaus. 50 Prozent des Transportraumes über See wurden Anfang der 1970er von Öl (überwiegend Rohöl) eingenommen. Die Sperrung des Sueskanals – sie währte von Juni 1967 bis Juni 1975 – erhöhte den Bedarf an Öltankern.
Durch die hohen Ölpreise wurde das Nordseeöl wettbewerbsfähig und die Wege der Tanker werden kürzer, teilweise wurden hier auch Pipelines verlegt. Die Herausforderungen der 1966/67 international beginnenden Containerrevolution wurden von deutschen Werften angenommen. Die seit 1956 vorwiegend im inneramerikanischen Verkehr fahrenden Containerschiffe waren umgebaute Tanker oder Frachter. Die Bell Vanguard, der erste reine Containerschiffsneubau in Europa, wurde auf der Werft J. J. Sietas gebaut. Auch die folgende Entwicklung war von deutschen Werften geprägt. Von deutschen Werften wurden für deutsche und englische Reeder Containerschiffe mit Stellplätzen für 750, 1.500, und 3.000 TEU entwickelt, konstruiert und gebaut („drei Generationen in fünf Jahren“).

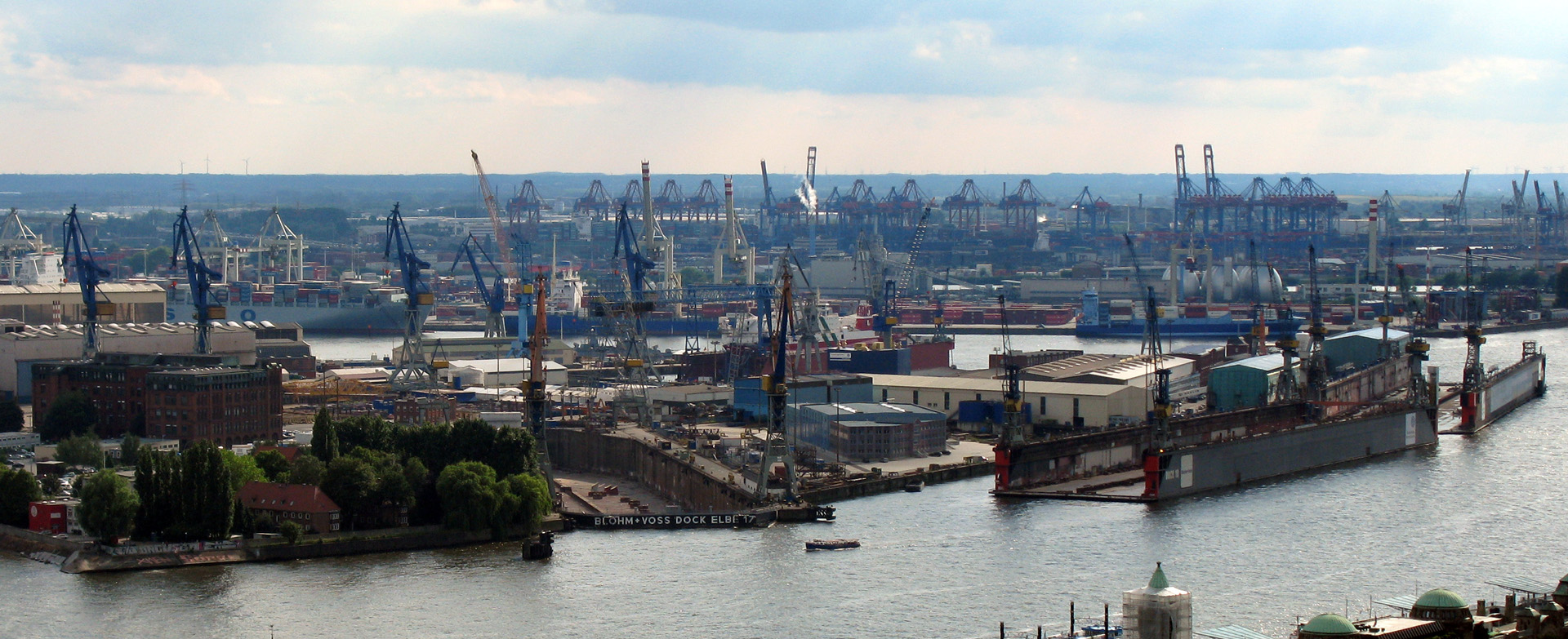
Blohm & Voss war maßgeblich an der Entwicklung der ersten 3 Generationen der Containerschiffe beteiligt

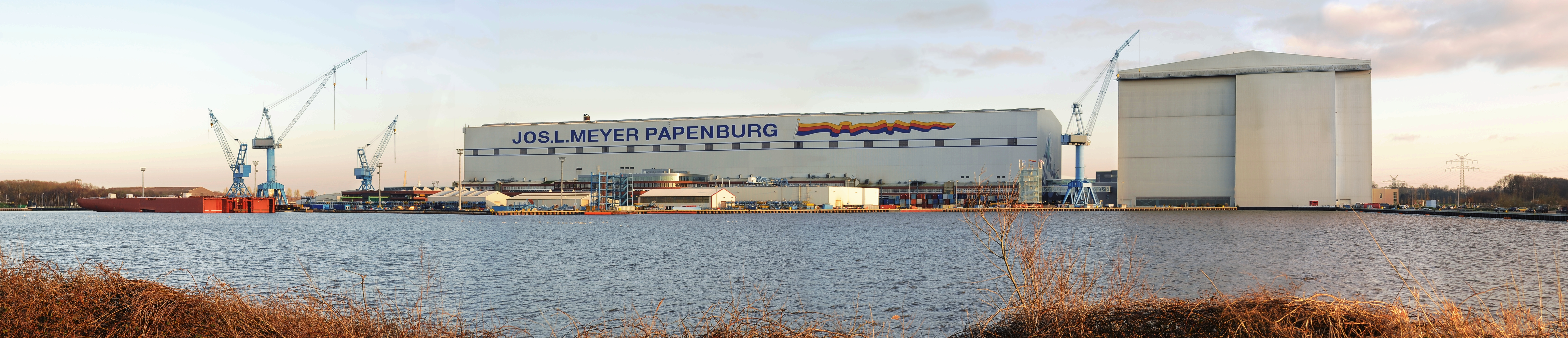
Die Werft Jos.L.Meyer.Papenburg erklärte nach der Gründung ihren Beitritt

## Fertigungstiefe
Bei deutschen Werften findet ein Prozess der Arbeitsteilung statt. Das führt zu hoher Produktivität und zu geringer Fertigungstiefe. Die Antriebs- und Hilfsmaschinen sowie Lukendeckel, die früher oft als Eigen- oder Lizenzfertigung in werfteigenen Werkstätten entstanden, kommen heute von der Zulieferindustrie. Die Werften konzentrierten sich auf die Entwurfs-, Konstruktions- und Stahlarbeiten; in den Werkstätten entstehen Rohrleitungen und auf dem Helgen oder im Baudock das Schiff. Die Sektionsfertigung hat den Helgendurchsatz erhöht, aber auch die Verlagerung der Stahlarbeiten erleichtert. Diese Entwicklungen reduzierte die Fertigungstiefe in Deutschland je nach Schiffstyp und Werftstruktur auf heute 20 bis 40 Prozent.
Deutsche Werften mit 20.000 Beschäftigten liefern jährlich Schiffe mit insgesamt rund 1 bis 1,5 Mio. BRT (2009 = 1,4 Mio. BRT) aus. Im Vergleich dazu waren es 1900 rund 240.000 BRT, die von über 50.000 Beschäftigten abgeliefert wurden. Ab 1974 konnten an der Schiffbautechnologie mitwirkende Schiffbauzulieferbetriebe Mitglied im Verband der Deutschen Schiffbauindustrie werden.
Eine Erweiterung erfolgt 1987 durch die Öffnung in Richtung Meerestechnik, die auch zur Namensänderung in den heutigen Namen Verband für Schiffbau und Meerestechnik (abgekürzt VSM) führte. Die deutsche Wiedervereinigung vergrößerte die Zahl der Werften, und der VSM nahm neue Mitglieder auf. Die Umstrukturierung und Privatisierung dieser Betriebe führten zu Werften mit kurzen Wegen, die als Kompaktwerften bezeichnet werden. Die von der EU verordnete Kapazitätsbeschränkung ließ jedoch nur einen reduzierten Betrieb zu. Nach dem Zusammenbruch der Bremer Vulkan AG 1996/97 kam es zu einer zweiten Privatisierung durch die Meyer-Werft durch norwegische und dänische Gruppen.
Der durch die Containerschifffahrt reduzierte Preis für Stückgüter hat die Globalisierung gefördert und verstärkt. Bis Mitte 2008 waren die Charterraten hoch; die Reedern bestellten zahlreiche neue größere Schiffe. Eine Finanzkrise löste 2008/9 eine Wirtschaftskrise an, in der der Welthandel erheblich zurückging. 2009 wurde weltweit kaum noch ein neues Containerschiff bestellt, bestehende Aufträge wurden storniert. Seither liegen trotz Langsamfahrt in Fahrtgebieten mehr als 10 Prozent der Containerschiffe auf. Im Auftragsbuch der deutschen Werften überwogen Spezialschiffe wie Fähr-, Kreuzfahrt-, Forschungs-Offshoreschiffe und Jachten, die auch als „nicht-frachttragende“ Schiffe bezeichnet werden.
Der Verband ist Mitbegründer des Deutschen Maritimen Zentrums.

## Bilder

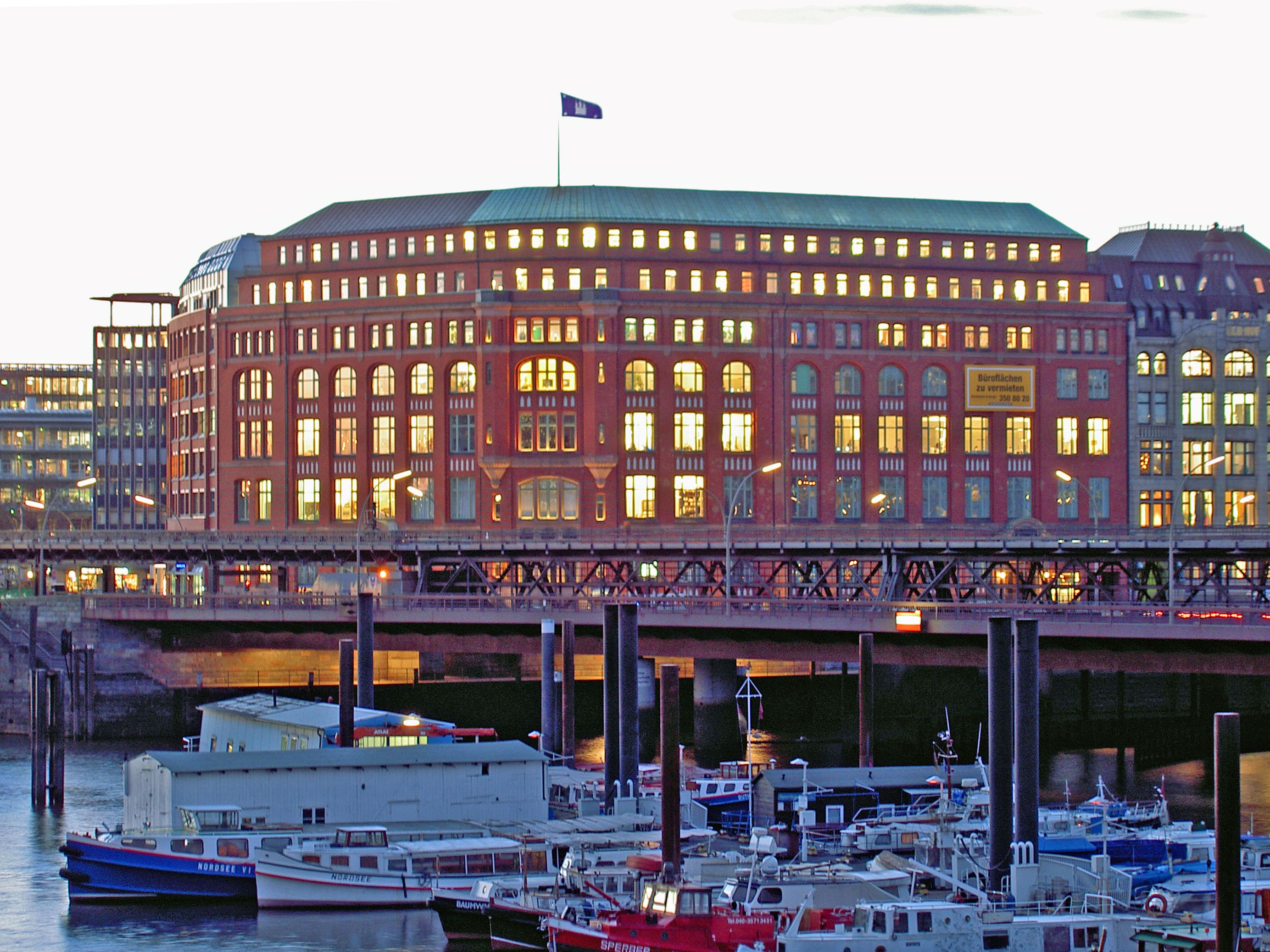
Sitz im Slomanhaus
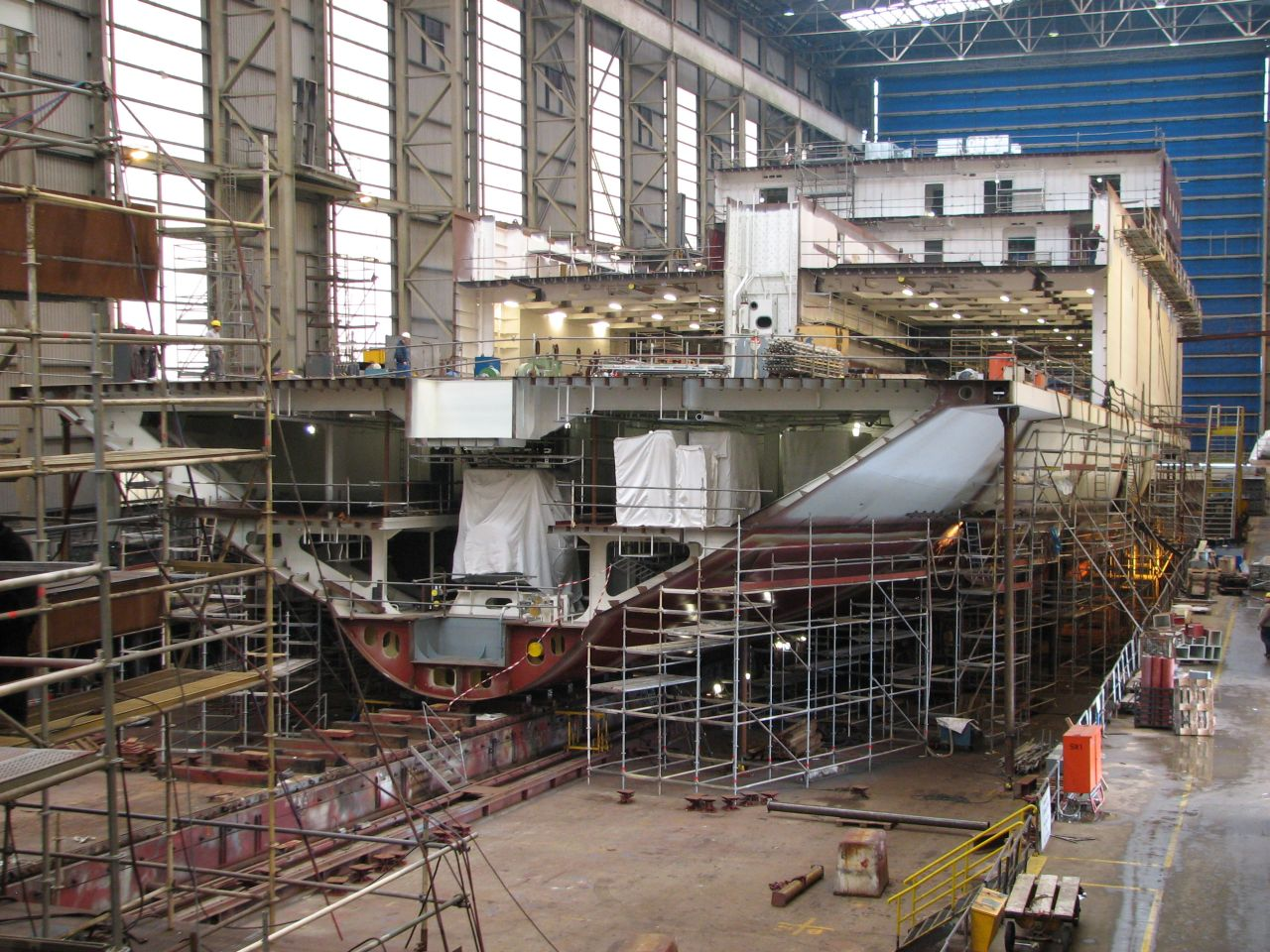
Bau einer Passagierfähre beim Gründungsmitglied Flensburger Schiffbaugesellschaft